# Station Skarżysko Zachodnie
Station Skarżysko Zachodnie is een spoorwegstation in de Poolse plaats Skarżysko-Kamienna.